# Шокино (Смоленская область)
 Шокино — деревня в Смоленской области России, в Кардымовском районе. Население — 538 жителей (2007 год). Расположена в центральной части области в 10 км к северу от районного центра, в 7 км к югу от автомагистрали М1 «Беларусь». В 3-х километрах к востоку от деревни станция Присельская железнодорожной линии Москва-Минск.
Административный центр Шокинского сельского поселения.

## История
Известно как минимум с 1781 года (село, принадлежащее М. А. Энгельгардту), население 70 человек. В 1859 году в деревне проживало 147 человек.

## Экономика
В 1993 году образована Смоленская областная опытная станция по луговодству и кормовым корнеплодам, занимавшаяся производством зерновых (рожь, пшеница, ячмень) культур. В 2006 году станция была закрыта.
Детский сад
Средняя и младшая школа (с 1 по 9 класс)
Дом Культуры 
Администрация
Почта
Продовольственные магазины

## Достопримечательности
- Памятник 252 односельчанам, погибшим во время Великой Отечественной войны.